# Флаг Оренбургской области
Флаг Оренбу́ргской области является официальным символом Оренбургской области Российской Федерации.

## Описание
«Флаг Оренбургской области представляет собой двустороннее прямоугольное полотнище красного цвета. В центре полотнища расположен полный герб Оренбургской области. Высота полного герба 0,6 ширины флага. Отношение ширины флага к его длине 2:3».